# Melaleuca quinquenervia
Melaleuca quinquenervia ((Cav.) S.T.Blake, 1958) è un albero di medie dimensioni appartenente alla famiglia Myrtaceae, originario di Nuova Caledonia, Papua Nuova Guinea ed Australia orientale.
Introdotta dall'uomo, si è naturalizzata in varie parti del mondo. Colonizza facilmente le aree umide costiere della fascia tropicale, le sponde dei fiumi e dei canali, riesce a crescere anche con l'apparato radicale completamente sommerso. Impiantata nelle Everglades in Florida,  ed ora è classificata come una forma infestante grave da parte del Dipartimento dell'Agricoltura degli Stati Uniti d'America.

## Descrizione
Questa specie cresce fino a 20 m di altezza e possiede una corteccia cartacea facilmente sfaldabile in fogli sottili di colore bianco, beige e grigio; le foglie sono ovali e grigio-verdi.